# Sistema (biologia)
Na biologia, um sistema ou sistema orgânico é um grupo de órgãos que juntos executam determinada tarefa. Alguns sistemas comuns, como aqueles presentes em mamíferos e outros animais, e vistos na anatomia humana, são aqueles como o sistema circulatório, o sistema respiratório, o sistema nervoso, etc.
Um grupo de sistemas compõem um organismo, por exemplo o corpo humano.

## Sistemas humanos
Os humanos possuem uma variedade de sistemas devido à complexidade do organismo da espécie. Estes sistemas específicos são amplamente estudados pela anatomia humana. Os sistemas "humanos" também estão presentes em vários animais.
- Sistema tegumentar
- Sistema esquelético (sustentação)
- Sistema articular
- Sistema muscular (locomotor)
- Sistema cardiovascular
- Sistema respiratório (troca de gases)
- Sistema digestivo (ou digestório) responsável pela transformação do alimento em nutrientes para o organismo, alguns de seus órgãos são o estômago, a boca e o intestino.
- Sistema urinário (excretor)
- Sistema reprodutor
- Sistema nervoso (sensorial)
- Sistema endócrino (hormonal)
- Sistema linfático